# Cratichneumon pulcherrimus
Cratichneumon pulcherrimus är en stekelart som först beskrevs av Dalla Torre 1901.  Cratichneumon pulcherrimus ingår i släktet Cratichneumon och familjen brokparasitsteklar. Inga underarter finns listade i Catalogue of Life.